# Dinkelhausen
Dinkelhausen ist ein Ortsteil der Stadt Uslar im Landkreis Northeim mit 312 Einwohnern.

## Lage
Dinkelhausen befindet sich im südlichen Niedersachsen, etwa drei Kilometer östlich der Kernstadt von Uslar. Der Ort liegt an den südlichen Ausläufern des Sollings und ist von Feldern sowie Wiesen umgeben; östlich und nördlich steigen die überwiegend dicht bewaldeten Höhenzüge des Sollings auf über 500 Meter an.
Die Kreisstadt Northeim liegt 22 Kilometer Luftlinie weiter östlich, die nächste Großstadt Göttingen 22 Kilometer südöstlich. Die Landeshauptstadt Hannover liegt ca. 79 Kilometer nördlich von Dinkelhausen.

## Geschichte
Der Zeitpunkt der Gründung des Ortes Dinkelhausen ist wie bei den meisten Dörfern der Region unbekannt. Die erste urkundliche Erwähnung findet sich in einer Urkunde des Klosters Lippoldsberg aus dem Jahr 1286, wo der Name des Ortes Dinkellingenhusen lautet. Dinkelhausen lag an einer ehemaligen spätmittelalterlichen Wegeverbindung vom Wesertal über Uslar und Moringen nach Northeim. Als Keimzelle der Siedlung kann das Unterdorf beidseitig des Malliehagenbaches gelten, dessen große Gehöfte als Haufendorf um den Ortskern herum angeordnet sind. Östlich des Ortskerns im Bereich der Bergstraße wurden im 19. Jahrhundert kleinere Anwesen errichtet, später folgten weitere Ortserweiterungen. 

Seit der Gebietsreform vom 1. März 1974 gehört die ehemals selbständige Gemeinde zur neu gegründeten Großgemeinde Stadt Uslar.
Dinkelhausen liegt am Rand des Verbreitungsgebietes des niederdeutschen Hallenhauses, das in dieser Region meist als Durchgangsdielenhaus mit Längs- oder Quererschließung anzutreffen ist. Daneben kommen auch mitteldeutsche Bautypen des Fachwerkhauses (Ernhaus) vor. Einige Gebäude sind zwar in der Grundrissausführung nach der Art der niederdeutschen Hallenhäuser ausgeführt, jedoch nicht in Ständerbauweise, sondern in Stockwerkszimmerung errichtet.

## Ortsrat
Delliehausen hat einen fünfköpfigen Ortsrat, der seit der Kommunalwahl 2021 ausschließlich von Mitgliedern der „Freien Wählergemeinschaft Delliehausen“ besetzt ist. Die Wahlbeteiligung lag bei 64,44 Prozent.

## Sehenswürdigkeiten

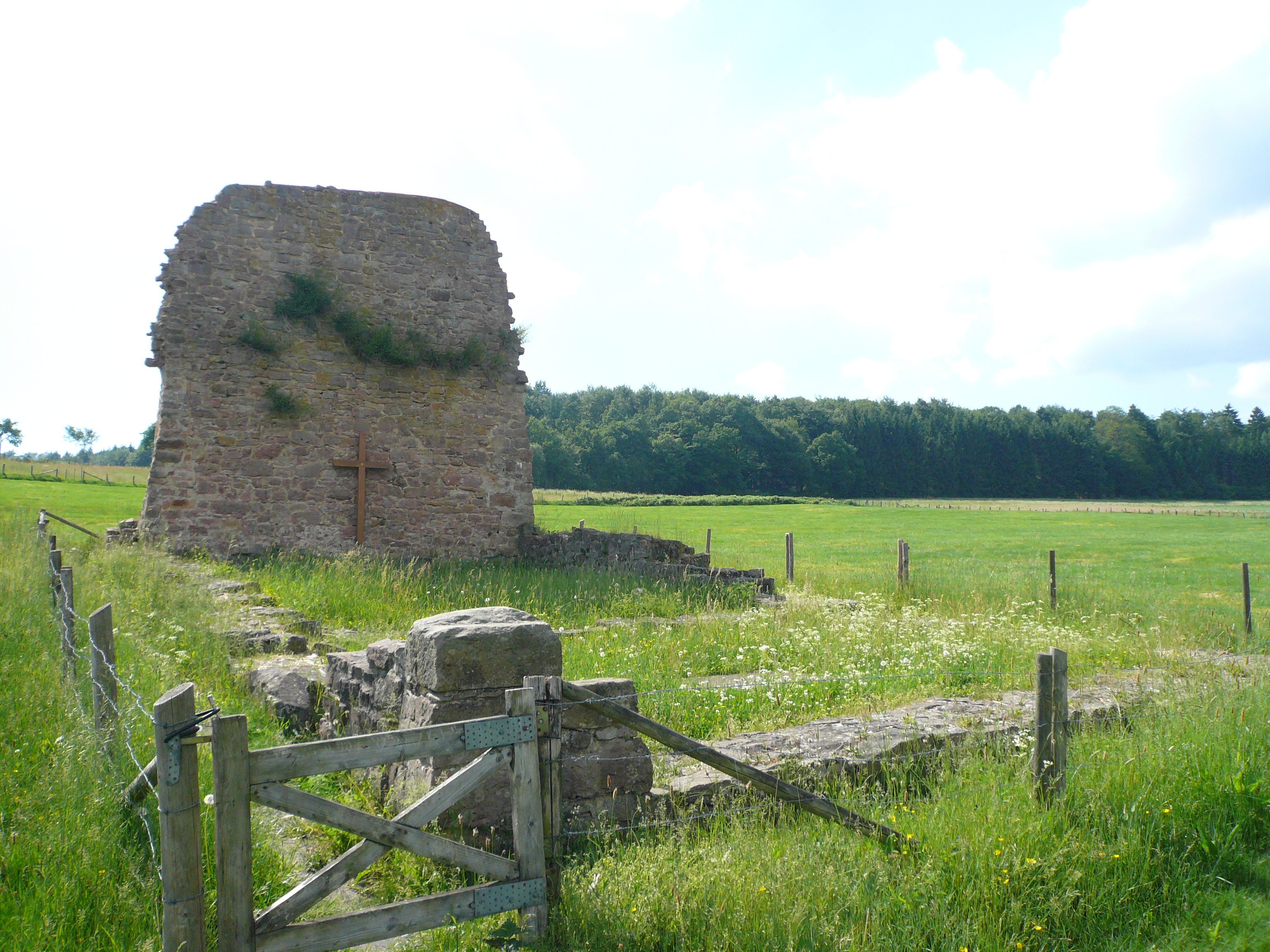
Ruine der Dorfkirche von Malliehagen

### Kirchenruine Malliehagen
Eine Sehenswürdigkeit ist die etwa zweieinhalb Kilometer nordöstlich gelegene Kirchenruine Malliehagen, die die Kirche des wüst gefallenen Dorfes Melighhagen war. Es wurde 1318 im Lehnbuch des Herzogs Otto des Milden von Braunschweig erstmals erwähnt. In einer Urkunde von 1596 wird der Ort als Wüstung bezeichnet. Vom Dorf sind lediglich Ruinenreste der Kirche erhalten geblieben, die 1984 freigelegt wurden. Möglicherweise handelte es sich um eine längsrechteckige mehrgeschossige Turmkirche mit Wehrkirchencharakter.

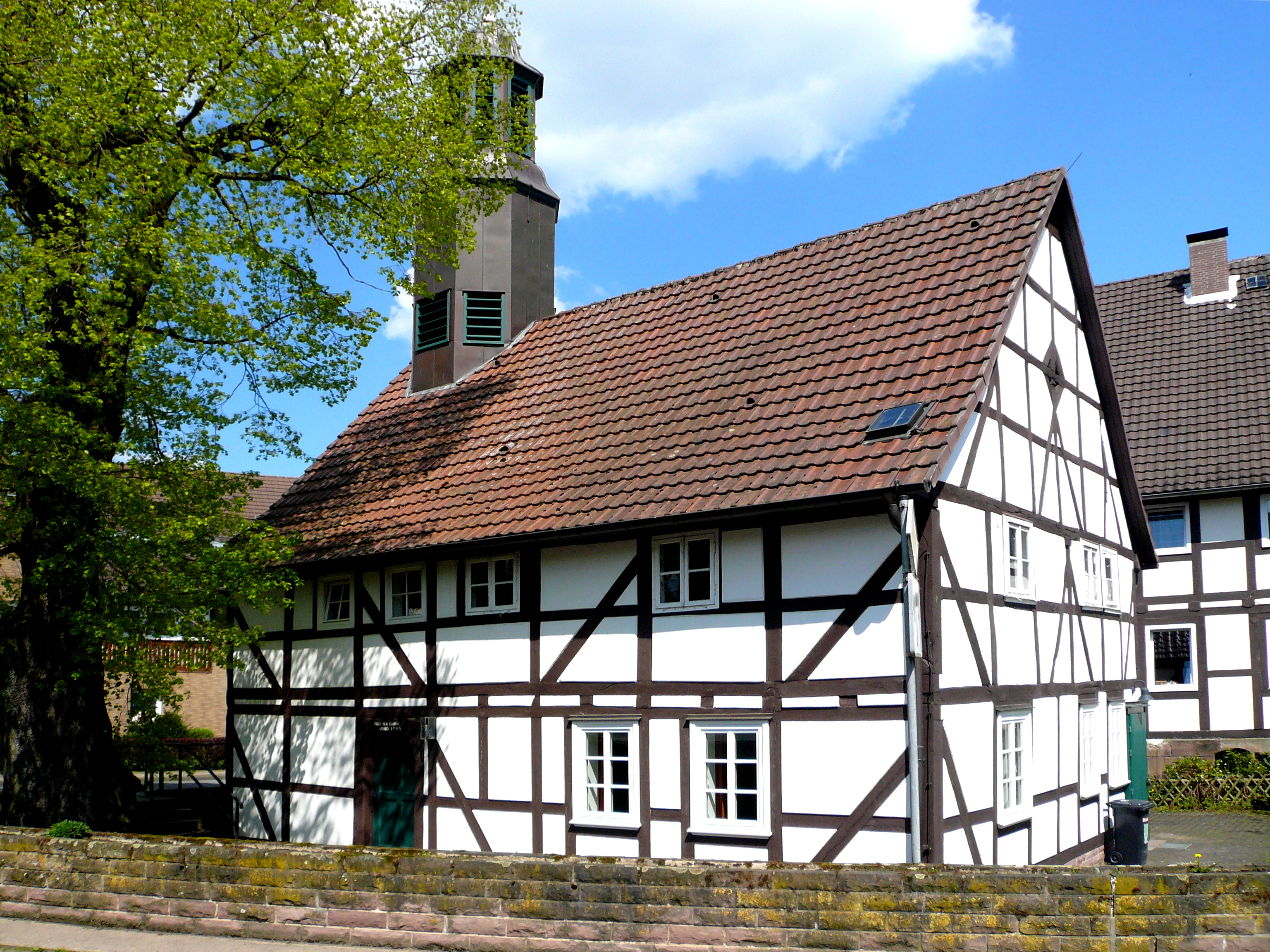
Kapelle in Dinkelhausen

### Kapelle
Die Dorfkapelle, deren Gemeinde zum Kirchspiel Uslar im Kirchenkreis Leine-Solling gehört, wurde 1743 erbaut und 1998 renoviert. Es handelt sich um ein rechteckiges, zweigeschossiges Fachwerkgebäude, das neben der Kapelle auch die Schulstube der bis 1874 bestehenden Schule sowie die ehemalige Lehrerwohnung einschließt. Am Nordgiebel des Satteldachs ist ein achteckiger hoher Dachreiter aufgesetzt, der 1948 erneuert wurde.

## Infrastruktur
- Straße: Durch das etwa einen Kilometer südlich gelegene Dorf Bollensen verläuft die B 241, die von Northeim über Uslar weiter Richtung Beverungen verläuft. Durch Dinkelhausen selbst führt nur eine Nebenstraße. Die nächsten Autobahnanschlussstellen befinden sich an der A 7 in Northeim, Nörten-Hardenberg und Göttingen.
- Busverkehr: Von Uslar aus verkehrt eine Linienbusverbindung über Dinkelhausen.
- Schiene: Der nächste Regionalbahnhof befindet sich Uslar-Allershausen an der Sollingbahn mit mindestens zweistündigen Zugverbindungen zwischen Paderborn bzw. Ottbergen und Northeim. Göttingen ist der nächste Bahnhof in dem sowohl IC- als auch ICE-Züge halten.
- Luftverkehr: Ein Flughafen befindet sich in Uslar in Form eines kleinen Segelflugplatzes.

## Wirtschaft und Tourismus
In Dinkelhausen gibt es kaum gewerbliche Arbeitsplätze; auch die Land- und Forstwirtschaft spielt keine nennenswerte Rolle mehr. Die meisten erwerbstätigen Einwohner pendeln daher in die benachbarten Städte aus.
In der ehemaligen Dorfschule befindet sich eine Heimatstube die besichtigt werden kann. Beim Ort gibt es eine Grillhütte.